# NGC 3811
NGC 3811 је спирална галаксија у сазвежђу Велики медвед која се налази на NGC листи објеката дубоког неба.
Деклинација објекта је + 47° 41' 28" а ректасцензија 11h 41m 16,5s. Привидна величина (магнитуда) објекта NGC 3811 износи 12,2 а фотографска магнитуда 12,9. Налази се на удаљености од 43,9000 милиона парсека од Сунца. NGC 3811 је још познат и под ознакама UGC 6650, MCG 8-21-91, MK 185, CGCG 242-74, IRAS 11386+4758, PGC 36265.